# Paola Pérez
Paola Bibiana Pérez Saquipay (ur. 21 grudnia 1989 w Cuenca) – ekwadorska lekkoatletka specjalizująca się w chodzie sportowym, olimpijka.
W 2010 zdobyła brązowy medal młodzieżowych mistrzostw Ameryki Południowej w chodzie na 20 000 metrów. Rok później nie ukończyła chodu na 20 kilometrów podczas igrzysk panamerykańskich i mistrzostw Ameryki Południowej. W 2012 startowała na igrzyskach olimpijskich w Londynie, na których zajęła 51. miejsce. Brązowa medalistka igrzysk panamerykańskich w Toronto (2015). Zwyciężyła w chodzie na 20 000 metrów podczas mistrzostw Ameryki Południowej w 2017.
Medalistka mistrzostw Ekwadoru i krajowych igrzysk sportowych.
Rekordy życiowe: chód na 20 kilometrów – 1:29:06 (15 kwietnia 2017, Sucúa) rekord Ekwadoru.

## Osiągnięcia
| Rok  | Impreza                                     | Miejsce        | Konkurencja               | Lokata      | Wynik      |
| ---- | ------------------------------------------- | -------------- | ------------------------- | ----------- | ---------- |
| 2010 | Mistrzostwa Ameryki Południowej w chodzie   | Cochabamba     | chód na 20 km             | 8. miejsce  | 1:50:14    |
| 2010 | Młodzieżowe mistrzostwa Ameryki Południowej | Medellín       | chód na 20 000 m          | 3. miejsce  | 1:47:09,8  |
| 2011 | Panamerykański puchar w chodzie             | Envigado       | chód na 20 km             | 9. miejsce  | 1:39:35    |
| 2011 | Panamerykański puchar w chodzie             | Envigado       | chód na 20 km (drużynowo) | 3. miejsce  | 36 pkt.    |
| 2012 | Puchar świata w chodzie                     | Sarańsk        | chód na 20 km             | 48. miejsce | 1:39:11    |
| 2012 | Igrzyska olimpijskie                        | Londyn         | chód na 20 km             | 51. miejsce | 1:37:05    |
| 2013 | Panamerykański puchar w chodzie             | Gwatemala      | chód na 20 km             | 11. miejsce | 1:40:08    |
| 2013 | Panamerykański puchar w chodzie             | Gwatemala      | chód na 20 km (drużynowo) | 3. miejsce  | 42 pkt.    |
| 2013 | Mistrzostwa świata                          | Moskwa         | chód na 20 km             | 27. miejsce | 1:33:03    |
| 2014 | Puchar świata w chodzie                     | Taicang        | chód na 20 km             | 60. miejsce | 1:36:19    |
| 2014 | Igrzyska Ameryki Południowej                | Santiago       | chód na 20 000 m          | 4. miejsce  | 1:41:01,4  |
| 2015 | Igrzyska panamerykańskie                    | Toronto        | chód na 20 km             | 3. miejsce  | 1:31:53    |
| 2015 | Mistrzostwa świata                          | Pekin          | chód na 20 km             | 16. miejsce | 1:32:12    |
| 2016 | Mistrzostwa Ameryki Południowej w chodzie   | Guayaquil      | chód na 20 km             | 3. miejsce  | 1:35:26    |
| 2016 | Drużynowe mistrzostwa świata w chodzie      | Rzym           | chód na 20 km             | 32. miejsce | 1:33:35    |
| 2016 | Igrzyska olimpijskie                        | Rio de Janeiro | chód na 20 km             | 24. miejsce | 1:33:53    |
| 2017 | Mistrzostwa Ameryki Południowej             | Asunción       | chód na 20 000 m          | 1. miejsce  | 1:32:26,0h |
| 2017 | Mistrzostwa świata                          | Londyn         | chód na 20 km             | 13. miejsce | 1:30:09    |
| 2018 | Mistrzostwa Ameryki Południowej w chodzie   | Sucúa          | chód na 20 km             | 2. miejsce  | 1:30:37    |
| 2018 | Drużynowe mistrzostwa świata w chodzie      | Taicang        | chód na 50 km             | 4. miejsce  | 4:12:56    |
| 2018 | Igrzyska Ameryki Południowej                | Cochabamba     | chód na 20 km             | 4. miejsce  | 1:38:08    |
| 2019 | Igrzyska panamerykańskie                    | Lima           | chód na 50 km             | 3. miejsce  | 4:16:54    |
| 2019 | Mistrzostwa świata                          | Doha           | chód na 50 km             | 9. miejsce  | 4:38:54    |
| 2021 | Igrzyska olimpijskie                        | Tokio          | chód na 20 km             | 9. miejsce  | 1:31:26    |
| 2022 | Mistrzostwa świata                          | Eugene         | chód na 35 km             | 16. miejsce | 2:54:15    |